# Nyctemera dinawa
Nyctemera dinawa är en fjärilsart som beskrevs av Bethune-Baker 1904. Nyctemera dinawa ingår i släktet Nyctemera och familjen björnspinnare. Inga underarter finns listade i Catalogue of Life.